# روار هانسن
روار هانسن (بالسويدية: Roar Hansen)‏ هو لاعب كرة قدم ومدرب كرة قدم سويدي، ولد في 28 فبراير 1966 في Perstorp ‏ في السويد. لعب مع Kvidinge IF ‏.

## وصلات خارجية
- روار هانسن على موقع قاعدة بيانات كرة القدم.إي يو (الإنجليزية)